# Alfacar
Alfacar település Spanyolországban, Granada tartományban. Alfacar Güevéjar, Huétor Santillán, Jun, Nívar, Víznar és Pulianas községekkel határos. Lakosainak száma 5784 fő (2024).

## Népesség
A település népessége az elmúlt években az alábbi módon változott:
| Lakosok száma | 4351 | 4766 | 5178 | 5401 | 5508 | 5490 | 5429 | 5400 | 5497 | 5784 |
|               | 2001 | 2004 | 2006 | 2009 | 2011 | 2014 | 2016 | 2019 | 2021 | 2024 |